# Михайленково
Михайленково (укр. Михайленкове) — село в Чернетчинской сельской общине Ахтырского района Сумской области Украины.
Код КОАТУУ — 5920384004. Население по переписи 2001 года составляет 201 человек.

## Географическое положение
Село Михайленково находится на правом берегу реки Криничная в месте впадения её в реку Ворскла,
выше по течению на расстоянии в 1 км расположено село Гай-Мошенка,
выше по течению реки Ворскла примыкает село Буймеровка,
на противоположном берегу реки Ворскла расположено село Рыботень.
Река в этом месте извилистая, образует лиманы, старицы и заболоченные озёра.
К селу примыкает большой лесной массив (сосна).
Рядом проходит автомобильная дорога Р-17.

## Объекты социальной сферы
- Детский сад.
- Школа І ст.